# (15714) 1989 TL15
(15714) 1989 TL15 là một tiểu hành tinh vành đai chính. Nó được phát hiện bởi Henri Debehogne ở Đài thiên văn La Silla ở Chile ngày 3 tháng 10 năm 1989.